# フランシス・デイド
フランシス・ラングホーン・デイド（Francis Langhorne Dade;1793? - 1835年12月28日）は、第二次セミノール戦争時のアメリカ陸軍歩兵第4連隊の名誉少佐である。
デイドはセミノール・インディアンとの戦闘で死亡したが、このときの戦闘は「デイドの虐殺」として知られるようになった。

## 生涯
1813年3月（1812年戦争時）、第12歩兵隊に少尉として入隊し、1815年5月に第4歩兵隊に転属した。1815年5月に第4歩兵に転属し、1825年と1826年の2回、タンパのブルック砦からオカラ近くのキング砦まで、当時荒野でありネイティブアメリカンとの紛争が続いていた地域を通る軍事遠征を成功に導いた。デイドは、キーウェストのアメリカ陸軍基地を指揮し、最終的には大西洋岸のフロリダ岬からメキシコ湾岸のシャーロットハーバーまでのフロリダ州南部を指揮した。 大尉として10年間勤務した後、1828年2月に少佐に叙任された。 1835年後半には、彼は47名の部隊を指揮し、そのうち半分はヨーロッパ移民だった。 デイドは1835年10月までキーウェストに配置され、第二次セミノール戦争が勃発したとき、部隊を指揮することにした。ダンカン・ラモン・クリンチ将軍は、デイドに下士官1人と下士官3人をキーウェストに残し、残りの部下をブルック砦に連れて行くように命じた。
デイドの最終任務は、ブルック砦からキング砦まで110人の兵を導くことであった。オセオラとミカノピーに率いられたセミノール族は、指揮の進行を遅らせるためにヒルズボロ川とウィスラコチー川にかかる橋を破壊し、12月28日に待ち伏せしてデイドおよびその部下の大多数を殺害した。生存者はわずか2名。
この攻撃が契機となって、1836年になるとフロリダでは白人入植者が襲われることになり、さらにウィンフィールド・スコット将軍の下でアメリカ陸軍が増強された。デイドおよびその部下は、1836年2月にエドマンド・P・ゲインズが率いる部隊が虐殺現場に到着するまで埋葬されなかった。デイドの遺体はベストと歩兵ボタンで確認された。

## 遺産
フロリダ州マイアミ・デイド郡（1997年まではフロリダ州デイド郡）、ジョージア州デイド郡、ミズーリ州デイド郡、アラバマ州デイドビルはすべてデイド少佐の苗字に由来する。